# Michael Utting
Michael Utting (Wellington, 26 maggio 1970) è un ex calciatore neozelandese, di ruolo portiere.

## Statistiche

### Cronologia presenze e reti in nazionale
| Cronologia completa delle presenze e delle reti in nazionale ― Nuova Zelanda | Cronologia completa delle presenze e delle reti in nazionale ― Nuova Zelanda | Cronologia completa delle presenze e delle reti in nazionale ― Nuova Zelanda | Cronologia completa delle presenze e delle reti in nazionale ― Nuova Zelanda | Cronologia completa delle presenze e delle reti in nazionale ― Nuova Zelanda | Cronologia completa delle presenze e delle reti in nazionale ― Nuova Zelanda | Cronologia completa delle presenze e delle reti in nazionale ― Nuova Zelanda | Cronologia completa delle presenze e delle reti in nazionale ― Nuova Zelanda |
| Data                                                                         | Città                                                                        | In casa                                                                      | Risultato                                                                    | Ospiti                                                                       | Competizione                                                                 | Reti                                                                         | Note                                                                         |
| ---------------------------------------------------------------------------- | ---------------------------------------------------------------------------- | ---------------------------------------------------------------------------- | ---------------------------------------------------------------------------- | ---------------------------------------------------------------------------- | ---------------------------------------------------------------------------- | ---------------------------------------------------------------------------- | ---------------------------------------------------------------------------- |
| 24-05-1993                                                                   | Palmerston North                                                             | Nuova Zelanda                                                                | 5 – 0                                                                        | Figi                                                                         | Amichevole                                                                   | -                                                                            |                                                                              |
| 16-06-1999                                                                   | Bangkok                                                                      | Thailandia                                                                   | 2 – 2                                                                        | Nuova Zelanda                                                                | Thailand Four-Nations Cup                                                    | -2                                                                           |                                                                              |
| 19-06-1999                                                                   | Bangkok                                                                      | Polonia                                                                      | 0 – 0                                                                        | Nuova Zelanda                                                                | Thailand Four-Nations Cup                                                    | -                                                                            |                                                                              |
| 24-06-1999                                                                   | Mascate                                                                      | Oman                                                                         | 2 – 2                                                                        | Nuova Zelanda                                                                | Amichevole                                                                   | -2                                                                           |                                                                              |
| 29-06-1999                                                                   | Singapore                                                                    | Singapore                                                                    | 0 – 1                                                                        | Nuova Zelanda                                                                | Amichevole                                                                   | -                                                                            |                                                                              |
| 01-07-1999                                                                   | Kuala Lumpur                                                                 | Malaysia                                                                     | 2 – 1                                                                        | Nuova Zelanda                                                                | Amichevole                                                                   | -2                                                                           |                                                                              |
| 15-07-1999                                                                   | Zapopan                                                                      | Egitto                                                                       | 1 – 0                                                                        | Nuova Zelanda                                                                | Amichevole                                                                   | -1                                                                           |                                                                              |
| 24-07-1999                                                                   | Guadalajara                                                                  | Nuova Zelanda                                                                | 1 – 2                                                                        | Stati Uniti                                                                  | Conf. Cup 1999 - 1º Turno                                                    | -1                                                                           |                                                                              |
| 30-07-1999                                                                   | Guadalajara                                                                  | Nuova Zelanda                                                                | 0 – 2                                                                        | Brasile                                                                      | Conf. Cup 1999 - 1º Turno                                                    | -2                                                                           |                                                                              |
| 27-05-2003                                                                   | Edimburgo                                                                    | Scozia                                                                       | 1 – 1                                                                        | Nuova Zelanda                                                                | Amichevole                                                                   | -1                                                                           | 46’                                                                          |
| 08-06-2003                                                                   | Richmond                                                                     | Stati Uniti                                                                  | 2 – 1                                                                        | Nuova Zelanda                                                                | Amichevole                                                                   | -2                                                                           |                                                                              |
| 18-06-2003                                                                   | Saint-Denis                                                                  | Nuova Zelanda                                                                | 0 – 3                                                                        | Giappone                                                                     | Conf. Cup 2003 - 1º Turno                                                    | -3                                                                           |                                                                              |
| 20-06-2003                                                                   | Lione                                                                        | Colombia                                                                     | 3 – 1                                                                        | Nuova Zelanda                                                                | Conf. Cup 2003 - 1º Turno                                                    | -3                                                                           |                                                                              |
| 22-06-2003                                                                   | Saint-Denis                                                                  | Francia                                                                      | 5 – 0                                                                        | Nuova Zelanda                                                                | Conf. Cup 2003 - 1º Turno                                                    | -5                                                                           |                                                                              |
| Totale                                                                       |                                                                              | Presenze                                                                     | 14                                                                           |                                                                              | Reti                                                                         | -25                                                                          |                                                                              |